# 龙门镇 (平江县)
龙门镇，中华人民共和国湖南省岳阳市平江县下属的一个镇，位于平江县东部，汨罗江东畔，罗水上游，东阳山西北麓。平（江）修（水）公路经过县境。

## 建制沿革
- 1995年，龙门乡、大口塅乡、泉水乡合并组建龙门镇。

## 行政区划
龙门镇下辖1个居委会与36个行政村：
- 龙门居委会
- 浊江村、纯良村、官溪村、福和村、渣坪村、大渔村、三十都村、车田村、南坪村、泉水村、泗沅村、万春村、福寿村、何仙村、水平村、杨树村、杨林村、柘溪村、小江村、白毛村、黎家村、桃林村、大沅村、沅里村、岭羊村、高连村、丰福村、曲溪村、土龙村、新和村、芳草村、银子村、大口段村、永福村、东段村、枫树村